# Daniel Budiman

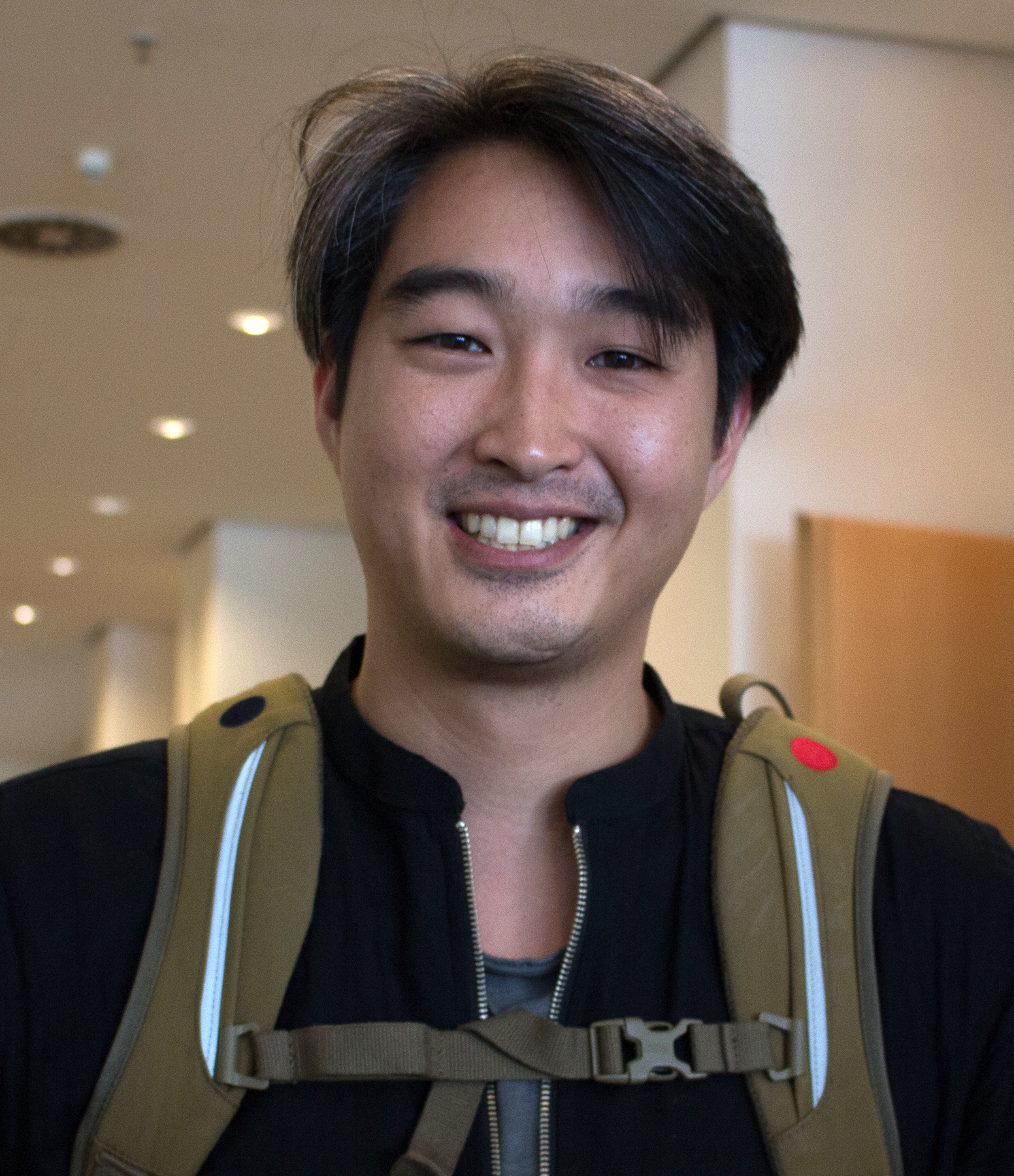
Daniel Budiman auf der Gamescom 2016

Daniel Ridwan „Budi“ Budiman (* 25. Mai 1983 in Flensburg) ist ein deutscher Moderator.
Von 2003 bis 2006 war er Moderator bei GIGA und entwickelte anschließend gemeinsam mit Simon Krätschmer die Computerspielsendung Game One, bei der er von 2006 bis 2014 moderierte und produzierte. Er ist Mitbegründer und Moderator der 2011 gegründeten Medienproduktionsfirma Rocket Beans Entertainment GmbH, deren Mitgeschäftsführer er bis 2014 war.

## Leben
Budiman wurde als drittes Kind einer indonesischen Familie geboren. Er hat eine Schwester und einen Bruder.
Er besuchte die Deutsche Internationale Schule Jakarta und das Immanuel-Kant-Gymnasium in Bad Oeynhausen, auf dem er das Abitur machte. Dort war er als Schülersprecher und im Schulchor tätig.
Parallel zu seiner Moderation von Game One studierte Budiman zwei Semester lang Philosophie an der Universität Hamburg.

## Karriere

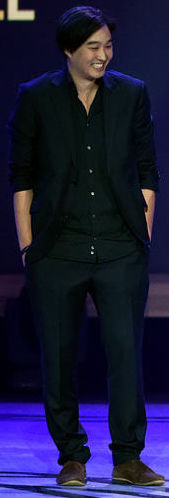
Daniel Budiman beim Webvideopreis 2015

### 2003–2010 GIGA und Gründung vonGame One
Von August 2003 bis März 2006 arbeitete Budiman bei GIGA. Dort moderierte er zuerst die Fernsehsendung GIGA GAMES. Später wechselte Budiman zu deren Ablegersendung GIGA eSports, durch die er zusammen mit Etienne Gardé führte. Budiman verließ GIGA und konzipierte für MTV mit seinem ehemaligen Kollegen Simon Krätschmer die Fernsehsendung MTV Game One, wo er ab September 2006 als Moderator und Produzent arbeitete. Später lief die Sendung unter dem Namen Game One auf MTV, VIVA und Comedy Central und wurde 2011 mit dem Publikumspreis des Grimme Online Award ausgezeichnet. Im Jahr 2014 wurde die Sendung eingestellt, die letzte Episode lief am 23. Dezember 2014. Budiman hat ebenfalls die Spieltage der ersten Saison der eSport Bundesliga moderiert.
Von April 2008 bis zum Oktober 2010 schrieb er zusammen mit Simon Krätschmer die Budimon-Kolumne für das Internetportal DerWesten.de.
Für den Deutschen Computerspielpreis hielt er 2010 während der Preisverleihung gemeinsam mit Simon Krätschmer eine Laudatio.
Budiman arbeitete daneben erstmals im deutschen Kinderfernsehen. Im Herbst 2010 sowie im Frühjahr 2011 moderierte er die Fernsehshow Disney XD Quad Cup, bei der sich Jugendliche auf Quads Aufgaben stellen müssen. Die Sendung wurde zunächst im verschlüsselten Disney-XD-Kanal und kurz darauf auch bei Super RTL ausgestrahlt.

### Von 2011 bis 2014
Im Oktober 2011 gründete Budiman mit Simon Krätschmer, Etienne Gardé, Nils Bomhoff und Arno Heinisch die Medienproduktionsfirma Rocket Beans Entertainment GmbH. Bis 23. September 2014 war er zusammen mit Arno Heinisch Geschäftsführer der Firma, legte diese Stelle dann aber wegen der Geburt seines zweiten Kindes nieder. Seitdem wird die Stelle ausschließlich von Arno Heinisch belegt. Das Unternehmen betreibt seit 2012 unter anderem den YouTube-Kanal Rocket Beans TV, für den er des Öfteren als Moderator auftrat. 2014 erhielt der Kanal für eines der Videos den Deutschen Webvideopreis.
Im Juli 2012 begann er seine Moderation auf KiKA mit der Show Web vs. Promi. Die letzte Ausstrahlung erfolgte im Dezember 2014 auf KIKA.
2013 moderierte er im Zuge des Red Dot Design Awards eine Konferenz zum Thema Game-Design. Daraufhin beteiligte er sich 2014 als Teil der Jury am Wettbewerb und bewertete in der Kategorie Game Design.

### Ab 2015 Rocket Beans TV
Nach der Absetzung von Game One beschloss Rocket Beans Entertainment, das Konzept des YouTube-Kanals Rocket Beans TV auf einen täglich laufenden Sender zu übertragen. Am 15. Januar 2015 ging der gleichnamige Sender an den Start und strahlt fortan Programminhalte auf dem Streamingportal Twitch bzw. seit dem 1. September 2016 auf YouTube aus. Im Juni 2015 wurde der Sender mit dem Webvideopreis 2015 für die Verdienste des vergangenen Jahres ausgezeichnet.
Budiman moderiert beim Sender hauptsächlich Formate zu Computerspielen. Er war Ko-Moderator in einzelnen Sendungen zum Thema E-Sport und betreute gemeinsam mit der eSport-Akademie BONJWA das eSport-Turnier Archon Cup. Regelmäßig war er außerdem Co-Moderator der Show Bohn Jour und ist Gastmoderator in Talkformaten wie Almost Daily.
Gemeinsam mit Carsten „Trant“ Grauel ist er Produzent der Spielesendung Inside PlayStation für Sony Computer Entertainment, die im Mai 2015 erstmals ausgestrahlt wurde. Die Sendung läuft im Internet seit dem 1. September 2016 über YouTube (vorher Twitch).
Im Februar 2017 erhielt Daniel Budiman mit seinen Kollegen Etienne Gardé, Nils Bomhoff und Simon Krätschmer von Rocket Beans TV den Deutschen Fernsehpreis in der Kategorie „beste Moderation Unterhaltung“.
Im Juli 2024 haben Daniel Budiman und Ingo Meß zusammen den Podcast Schöne Dinge gestartet.

## Privates
Seit 2009 ist Budiman verheiratet und wurde Ende April 2012 zum ersten Mal Vater. 2014 und 2017 kamen zwei weitere Kinder.